# Estación Pichi-Ropulli
Pichi-Ropulli (también conocida como Pichirropulli) es una estación de ferrocarriles ubicada en la localidad del mismo nombre, perteneciente a la comuna chilena de Paillaco de la Región de Los Ríos, que es parte de la Línea Central Sur de la Empresa de los Ferrocarriles del Estado. Actualmente no existen servicios que se detengan en esta estación.

## Historia
La estación aparece con la construcción de la sección del ferrocarril Valdivia-Osorno, que inició sus obras en 1888 y que sufrió muchos contratiempos durante su construcción. El trabajo se subdividió en dos grandes secciones, desde estación Valdivia hasta esta estación, y desde Pichi-Ropulli hasta la estación Osorno. Debido a muchos atrasos con las obras en el tramo de Pichi-Ropulli a Osorno por nueve años, el contratista Manuel Ossa logra terminar las obras y entregarlas al estado en abril de 1897.
Durante la década de 1960 la estación prestó servicios de pasajeros.
Actualmente la estación no presta ningún servicio, la estación y andenes se encuentran en relativo buen estado. El edificio de la estación es utilizado actualmente como una residencia privada. A inicios de 2017 comienzan el proceso de ideación de un proyecto de rehabilitación de la estación; y durante mediados de 2019 el antiguo sector de las bodegas de la estación está siendo rehabilitado para ser la Plaza Estación de Pichirropulli.